# Cyclophora mirtalis
Cyclophora mirtalis là một loài bướm đêm trong họ Geometridae.